# 基塞纳
基塞纳，是西班牙阿拉贡自治区韦斯卡省的一个市镇。总面积10平方公里，总人口147人（2001年），人口密度15人/平方公里。